# جايسون تايلور (لاعب كرة قدم)
جايسون تايلور (بالإنجليزية: Jason Taylor) (28 يناير 1987 في المملكة المتحدة - ) هو لاعب كرة قدم بريطاني في مركز الوسط. لعب مع أولدهام أثلتيك وستوكبورت كونتي ونادي روتشديل ونادي روذرهام يونايتد ونادي نورثامبتون تاون ونادي تشيلتنهام تاون لكرة القدم.

## وصلات خارجية
- جايسون تايلور على موقع قاعدة بيانات كرة القدم.إي يو (الإنجليزية)
- جايسون تايلور على موقع Soccerbase.com (لاعب) (الإنجليزية)
- جايسون تايلور على موقع Soccerway.com (الإنجليزية)